# Пітер Девісон
Пітер Девісон (англ. Peter Davison), Пітер Малкольм Гордон Моффетт (англ. Peter Malcolm Gordon Moffett; нар. 13 квітня 1951, Лондон) — англійський актор, найбільше відомий завдяки ролям Тристана Фернона в телесеріалі «Усі істоти: великі та малі» і П'ятого Доктора в серіалі Доктор Хто, яку він виконував з 1981 до 1984 року.

## Життєпис
Пітер Моффетт народився у Лондоні, в сім'ї інженера, який сам був родом із Гаяни. Згодом сім'я переїхала до Нефіла, що у графстві Суррей. Перш ніж стати актором, Девісон провчився три роки у церковній школі у Вокінгу. Після того він мав кілька тимчасових робіт, зокрема майбутньому акторові довелося працювати у похоронному агентстві.
Девісон вивчився у Центральній Школі Ораторства і Драми. Його першою роботою була посада помічника режисера в Ноттінгемському Театрі. Він обрав собі псевдонім Пітер Девісон, щоб уникнути плутанини з актором і режисером Пітером Моффатом, з яким він працював. Першою його роботою на телебаченні стала роль у дитячій науково-фантастичній передачі «Люди завтра». У цій передачі він знімався разом із американською актрисою Сандрою Дікінсон, з якою він і одружився 26 грудня 1978 року. Їхній шлюб протривав до 1994 року. Вони мають спільну дочку — Джорджію, яка зіграла роль доньки Доктора, Дженні, у серії Донька Доктора. Також вона брала участь у пробах на роль Роуз Тайлер.

## Кар'єра

### Початок
1977 року Девісон зіграв головну роль у 13-серійному телесеріалі «Любов для Лідії».
1978 року він виконав роль Тристана Фернона у серіалі «Всі істоти: великі та малі» .

### Доктор Хто
1981 року Девісон підписав контракт із ВВС на три роки на роль П'ятого Доктора. У цій ролі він замінив Тома Бейкера, який сім років виконував роль Четвертого Доктора. Таким чином, у 29 років він став наймолодшим актором, якому дісталася роль Доктора. Цей рекорд він утримуватиме до 2010-го року, коли до зйомок стане 26-річний Метт Сміт. Залучення такого висококласного актора, як Пітер Девісон пішло на користь серіалу, і його творці прагнули подовжити контракт. Проте Девісон відмовився, тому що боявся, що глядачі не сприйматимуть його в інших ролях, якщо він залишиться у серіалі. За чутками, Патрік Траутон, який грав Другого Доктора, коли Девісон був іще підлітком, порадив йому зніматись у серіалі не більше, ніж три роки. Девісон послухався поради. П'ятий Доктор стикався з багатьма відомими ворогами — Далеками, Кіберлюдьми. Сам Девісон шкодував, що отримав роль у такому молодому віці, і казав, що зробив би кращого Доктора, якби грав його пізніше.
Він повернувся до цієї ролі 2007 року, коли Стівен Моффат запросив його знятись у короткому епізоді Зіткнення у часі. За сюжетом, П'ятий Доктор зустрів Десятого Доктора у виконанні Девіда Теннанта, який у реальному житті є його зятем.

### Після «Доктора Хто»
Після завершення роботи в «Докторі Хто» Пітер Девісон знімався в іншому популярному серіалі «Унікальна практика», де зіграв лікаря Стівена Дейкера. Потім, 1985 року він повернувся до ролі Тристана Фернона, яку виконував до 1990 року. 1992 року Девісон знявся в епізодичній ролі у популярному американському серіалі Приватний детектив Магнум.
1998 року його запросили взяти участь у серіалі «Джонатан Крик», де він зіграв роль зятя застреленого автора книг жахів.
1999 року він зіграв роль шкільного директора у серіалі «Надія та Слава».
Девісон також грав головну роль у серіалах «Останній детектив» (2003–2007) і «Віддалені береги» (2005). В останньому він також грав лікаря. 2006 року він одержав роль професора Джорджа Гантлі в серіалі «Інструкція з експлуатації».
З 27 липня 2007 року до 1 березня 2008 року він виконував роль Короля Артура у комедійному мюзиклі «Спамалот».
Найсвіжішою появою Девісона на екрані стала роль в одному з епізодів Суто англійського вбивства у липні 2009 року.

## Фільмографія
- 2000 — «Таємниці місіс Бредлі» — Генріх Крістмас, інспектор поліції